# تيكمو
شركة تيكمو المحدودة (بالإنجليزية: Tecmo, Ltd)‏ وتعرف أيضاً باسم (بالإنجليزية: Tehkan Ltd)‏ هي شركة يابانية متخصصة في صناعة ألعاب الفيديو تم تأسيسها في عام 1967 في اليابان. قامت الشركة بتطوير ونشر العديد من ألعاب الفيديو ولعل أشهرهم ألعاب نينجا غايدن، ديد أور ألايف.

## التاريخ
تأسست الشركة في 31 تموز، 1967 كشركة توريد لمعدات التنظيف، وبعد ذلك بسنتين بدأت ببيع الادوات الترفيهية.
- في عام 1982 تم افتتاح فرع جديد للشركة في الولايات المتحدة الأمريكية.وفي ذلك الوقت كان اسم الشركة (Tehkan Ltd).وفي عام 1986 غيرت الشركة اسمها بشكل رسمي إلى تيكمو (بالإنجليزية: Tecmo)‏.
- في نيسان 2009 تم الاندماج بين شركة تيكمو ووشركة كويي (بالإنجليزية: Koei)‏ اليابانية.

## أشهر الألعاب
- سلسلة ألعاب نينجا غايدن (بالإنجليزية: Ninja Gaiden)‏
- سلسلة ألعاب ديد أور ألايف (بالإنجليزية: Dead or Alive)‏
- سلسلة ألعاب Captain Tsubasa
- سلسلة ألعاب Fatal Frame
- سلسلة ألعاب Gallop Racer
- سلسلة ألعاب Monster Rancher
- سلسلة ألعاب Rasshou! Pachislo Sengen
- سلسلة ألعاب Tecmo Bowl

## فروع الشركة
- تيم نينجا (بالإنجليزية: Team Ninja)‏، فرع متخصص للألعاب في الشركة.